# Lighthouse Park
Der Lighthouse Park ist ein 75 Hektar großer Park in West Vancouver in British Columbia, Kanada. Der Park beherbergt den aktiven Point-Atkinson-Leuchtturm, der sich an der gleichnamigen Südwestspitze von West Vancouver befindet und am 18. Mai 1975 von der kanadischen Regierung zur National Historic Site of Canada erklärt wurde.

## Geschichte
Kapitän Vancouver benannte den Punkt Point Atkinson nach einem Freund. Die dort lebenden Indianer bezeichnete er als vom Stamm der Sk'iwitsut.
Ein erster Leuchtturm wurde 1874 gebaut. Die ihn umgebende Fläche wurde 1881 vom Staat erworben, um den Wald vor Abholzung zu schützen, damit der Leuchtturm vor einem dunklen Hintergrund besser sichtbar ist. Der heute bestehende, auf hexagonalem Grundriss erbaute Leuchtturm wurde 1912 errichtet. Im selben Jahr wurde der umgebende Wald an die junge Gemeinde West Vancouver übertragen.
Während des Zweiten Weltkriegs wurde auf Point Atkinson eine Geschützstellung samt Baracken für die Bedienung errichtet, die feindlichen Schiffen oder U-Booten die Durchfahrt durch den Burrard Inlet verwehren sollte. Zwei dieser Baracken sind heute noch erhalten.

## Flora
Bekannt ist das Areal für die guterhaltene Urvegetation eines Stücks Regenwalds. Der Baumbestand besteht aus Douglas-Fichten, Hemlocktannen und Riesen-Lebensbäumen, die bis zu 500 Jahre alt sind eine Höhe von über 60 Meter erreichen. Ein zehn Kilometer langes Netz aus Wanderwegen erschließt den Park.

## Geologie
Point Atkinson markiert die Stelle, wo der Burrard Inlet auf den Howe Sound trifft. An der Küste wird der Untergrund, 96 bis 187 Millionen Jahre alter Granit, sichtbar.

## Trivia
Der Leuchtturm Point Atkinson ist bekannt durch das Intro der Serie Harper’s Island, die im deutschen Fernsehen auf dem Sender ProSieben lief.